# Диархия
Диархията е форма на държавно управление, при което управляват двама владетели с еднаква власт. Диархичното управление е познато от Древна Спарта, Древен Рим, Картаген, а също при германските монархии, Индия и племената на даките. При обществената йерархия на инките всеки пост е заеман от двама души, но единия със старши ранг – ханан, а другитя с младши – хурин.
Примери за диархично управление в наши дни са Андора и Сан Марино.
Пример за диархия може да се даде положението в Британска Индия след Първата световна война, когато практически се осъществява управление на принципа на диархията, основана на принципите, развити от Лайонел Къртис.